# Forcepsioneura garrisoni
Forcepsioneura garrisoni är en trollsländeart som beskrevs av Lencioni 1999. Forcepsioneura garrisoni ingår i släktet Forcepsioneura och familjen Protoneuridae. Inga underarter finns listade i Catalogue of Life.